# Nicholas St. John
(Nicholas St. John)
Nicholas St. John, nome d'arte di Nicodemo Oliverio (...), è uno sceneggiatore e attore statunitense.
Ha scritto le sceneggiature dei film di Abel Ferrara, dal 1971 (il cortometraggio Nicky's Film) al 1996 (il gangster-movie Fratelli).

## Biografia
Le notizie sulla sua vita sono piuttosto lacunose. È di origini calabro-campane, e ha sposato una donna italiana. È molto cattolico.
Incontrò per la prima volta Abel Ferrara nel 1966. Con il regista condivide la passione per la musica, così i due fondarono un gruppo rock, con Ferrara come cantante. Quindi i due si dedicarono al cinema. Oltre ai primi cortometraggi St. John scrisse anche l'unico film pornografico diretto da Ferrara, Nine Lives of a Wet Pussy.
Le sceneggiature di St. John sono caratterizzate da una forte visione religiosa, e mettono in scena la logica del male, il peccato e la redenzione.
Non è sua la sceneggiatura de Il cattivo tenente, diretto da Ferrara nel 1992, poiché St. John ritenne che il film mettesse in scena interrogativi troppo grossi.

## Filmografia

### Sceneggiatore
- Nicky's Film (cortometraggio) (1971)
- The Hold Up (cortometraggio) (1972)
- Nine Lives of a Wet Pussy (1976)
- The Driller Killer (1979)
- L'angelo della vendetta (Ms. 45) (1981)
- Paura su Manhattan (Fear City) (1984)
- China Girl (1987)
- King of New York (1989)
- Ultracorpi - L'invasione continua (Body Snatchers) (1993)
- Occhi di serpente (Dangerous Game) (1993)
- The Addiction - Vampiri a New York (The Addiction) (1995)
- Fratelli (The Funeral) (1996)

### Attore
- Nicky's Film (1971)
- Nine Lives of a Wet Pussy (1976)
- L'angelo della vendetta (Ms. 45) (1981)
- Miami Vice (serie TV) (1 episodio) (1985)